# Барт, Антония
Барбара Антония Барт (нем. Barbara Antonie Barth; 25 октября 1871, Мюнхен — 23 мая 1956, Гармиш-Партенкирхен) — вторая супруга герцога Людвига Вильгельма Баварского.
Антония Барт родилась в семье Людвига Барта и Марии Клары, урождённой Бейль, и выросла в Мюнхене. Служила танцовщицей балета в Мюнхенском придворном театре и там привлекла внимание овдовевшего герцога Людвига. Морганатический брак был заключён 19 ноября 1892 года. Спустя три дня после заключения брака Антония была возведена в дворянство как Антония фон Бартольф.
Большая разница в возрасте с самого начала неблагоприятно сказывалась на супружеских отношениях. Антония вступила в связь с молодым Максимилианом Майром (1878—1960) из Байройта и родила от него в 1913 году дочь. Развод с герцогом Людвигом состоялся 11 июля 1913 года в Мюнхене, а 14 июня 1914 года Антония вступила в брак с отцом своего ребёнка.
В 1971 году дочь Антонии Хелена Майр (1913—2006) вышла замуж за Фридриха Кристиана Шаумбург-Липпского (1906—1983), который в 1939 году некоторое время рассматривался кандидатом в короли Исландии.